# Área 31 (Baikonur)
Área 31, (en ruso Площадка 31, área 31), forma parte del cosmódromo de Baikonur y es desde donde despegan los vuelos comerciales del cohete Soyuz de la compañía TsSKB-Progress. Dispone de la rampa de lanzamiento número 6 o PU-6, construida después de la conocida como rampa de Gagarin. Completado a finales de 1960, se utilizó por primera vez el 14 de enero de 1961 durante el desarrollo del primer misil balístico intercontinental (ICBM), el R-7. 
Los satélites Meteor, Molniya, US-KMO,  Resurs-0, IRS, y algunos de la serie Cosmos se lanzaron desde el área 31. El 14 de enero de 1969, la nave espacial Soyuz 4 partió de este lugar, y en octubre las naves Soyuz 6 y Soyuz 8.
Desde el 2006 se ha modernizado para poder lanzar el vector Soyuz 2  y actualmente se utiliza también para lanzamientos comerciales de las versiones Soyuz-FG / Fregat. En 2009, después de un aumento en el número de lanzamientos tripulados a la Estación Espacial Internacional, parte de los lanzamientos de la nave de carga Progress con el cohete Soyuz-U también se han trasladado al área 31. 
El 23 de octubre de 2012 se volvió a utilizar para lanzar una Soyuz tripulada, por primera vez desde el lanzamiento de Soyuz T-12 en 1984, por el cierre de la rampa de Gagarin por reformas. En 2018 se realizaron tres lanzamientos de este tipo.

## Historia
A diferencia de las áreas 1 y 2, el área 31 se diseñó para el ensayo y pruebas del misil R-7 de Serguéi Koroliov. El área 31 con la rampa número 6 entró en funcionamiento después de la ahora conocida como Rampa de Gagarin, que fue la primera de su clase.
El nuevo complejo incluía la plataforma de lanzamiento, un edificio de esamblaje, una instalación para el operar las ojivas nucleares, una central termoeléctrica alimentada por gasóleo y una zona residencial para los empleados. Con base en la experiencia ganada en la construcción de las áreas 1 y 2, las instalaciones se ubicaron más cerca de la rampa de lanzamiento que era similar pero con un foso mucho más pequeño.  
Esta versión compacta y evolucionada de la primera rampa de lanzamiento va a ser el modelo a seguir para las cuatro rampas del R-7 que se construyeron para los lanzamientos del ejército soviético en el cosmódromo de Plesetsk. Tanto la primera como la número 6 y las siguientes, se llevaron a cabo por la oficina de construcciones especiales estatales (GSKB) o Spetsmash -posteriormente renombrada como KBOM- y estaba dirigida por el ingeniero Vladímir Pávlovich Barmin. Barmin durante la Segunda Guerra Mundial había participado en el programa de cohetes Katyusha y después había diseñado las rampas del cosmódromo de Kapustin Yar. A partir de entonces, se convierte en el responsable de construir todas las rampas de lanzamiento durante el programa espacial soviético.
A finales de 1960 ya se había completado. El 27 de febrero de 1961 despegó del área 31 el primer R-7. A medida que pasaron los años, el R-7 fue perdiendo importancia en su papel de misil balístico y tanto el área 31 como el área 1 se modificaron para otros usos, como para el envío de sondas espaciales o vuelos tripulados.
A finales de 1966, la estación de servicio de combustible inició sus operaciones proporcionando combustible para vehículos espaciales tripulados, satélites y vehículos espaciales planetarios. La nave espacial Soyuz 7K-OK original y los vehículos circumlunares Soyuz 7K-L1 se prepararon para su lanzamiento en el edificio de ensamblaje en el área 31.

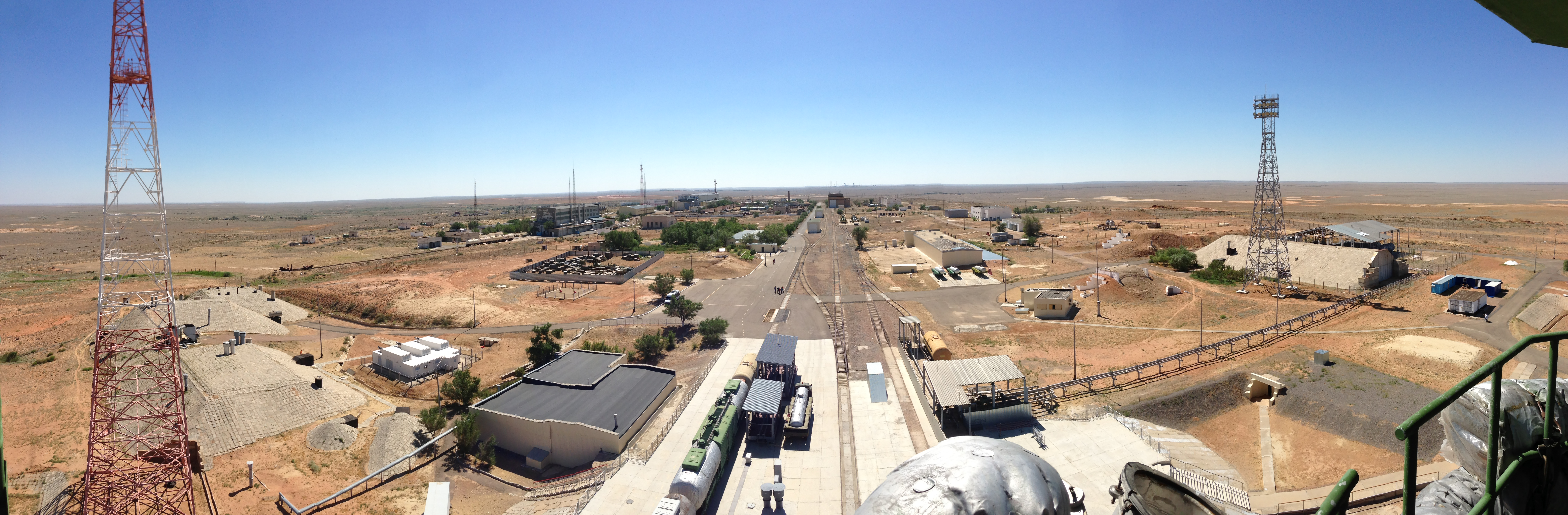
Panorámica del área 31.

El 14 de enero de 1969, Soyuz 4 despegó desde el área 31, seguido de Soyuz 6 el 11 de octubre, Soyuz 8 el 13 de octubre y Soyuz 9 el 1 de junio de 1970.

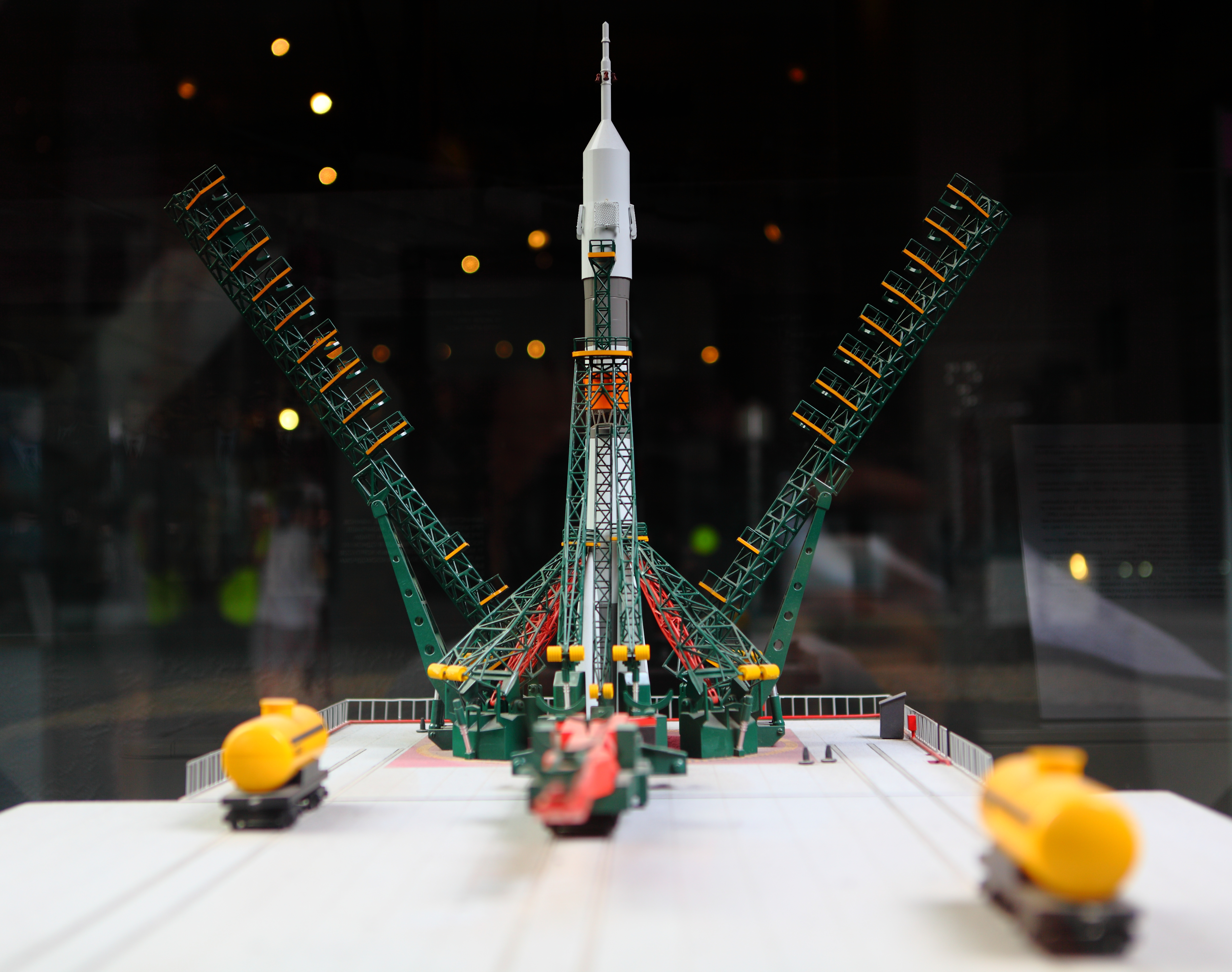
Maqueta de una rampa de lanzamiento del cosmódromo de Baikonur. Pertenece a la colección del museo de la Cosmonáutica de Moscú.

Otra serie de lanzamientos tripulados comenzó en 1980 con el lanzamiento de Soyuz 36 el 26 de mayo y Soyuz 39 el 22 de marzo de 1981.
Otro grupo de lanzamientos tripulados desde el área 31 se produjo después del fracaso que dañó una plataforma primaria en el área 1 en 1983. El 8 de febrero de 1984 despegó la Soyuz T 10, seguido de Soyuz T 11 el 3 de abril y Soyuz T 12 el 17 de julio. A partir del año 2006, de los 100 lanzamientos tripulados rusos, un total de 12 despegó del área 31.
Durante 2005 el complejo de lanzamiento y las instalaciones del área se reformaron para poder utilizar la siguiente generación evolucionada del Soyuz, la versión Soyuz-2.
En 2009, a consecuencia del retiro del transbordador espacial de la NASA y para mantener los vuelos tripulados a la Estación Espacial Internacional, Rusia tuvo que duplicar los lanzamientos tripulados de dos a cuatro al año. El número de misiones de suministro de carga de Progress también debía aumentar.  Como resultado, se realizaron varias actualizaciones en el área 31 durante 2007 y 2008 , para permitir lanzamientos tripulados desde el área 1 y el área 31. Las mejoras se enfocaron principalmente sobre el sistema de abastecimiento de combustible y el búnker de control de vuelo.  Además, se instalaron un nuevo sistema de aire acondicionado, una sala limpia y se mejoraron las comunicaciones.
Los lanzamientos tripulados se reanudaron desde el área 31, el 23 de octubre de 2012, cuando despegó la Soyuz TMA-06M .

## Estructura del área 31
El área 31 del está compuesto de tres partes principales:
- Área A es un espacio limpio diseñado para operar la carga de un cohete.
- Área B está preparado para la integración y encapsulado de la carga útil.
- Área C se usa para recibir y almacenar temporalmente los satélites para posteriormente trasladar todo a la plataforma de lanzamiento. El sistema está alimentado ininterrumpidamente (UPS)  que cubre calefacción, ventilación, aire acondicionado, suministro de agua, fuego y alarma de seguridad. La estación de combustible está muy cerca de las instalaciones y esta preparada para cargar líquidos propelentes y gases.

## Lista de los últimos lanzamientos

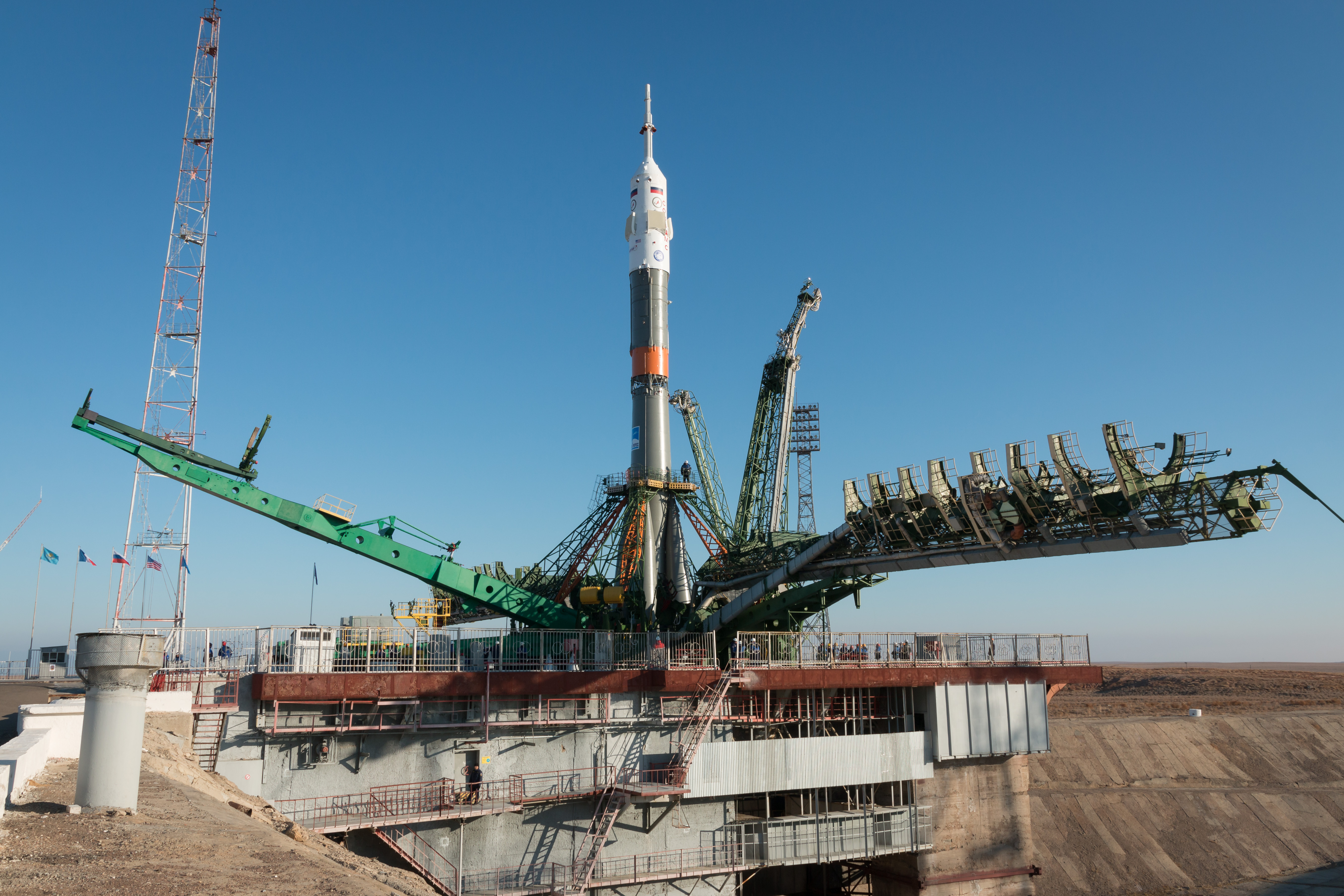
Soyuz MS-2 en la rampa de lanzamiento número 6 del área 31 de Baikonur.

El área 31, desde la rampa de lanzamiento número 6, ha lanzado en los últimos años los siguientes cohetes:
| Fecha      | Cohete     | Etapa    | Carga útil                                                                      | Resultado     |
| ---------- | ---------- | -------- | ------------------------------------------------------------------------------- | ------------- |
| 02/06/2003 | Soyuz-FG   | Fregat   | Mars Express/Beagle 2                                                           | Exitoso       |
| 27/12/2003 | Soyuz-FG   | Fregat   | AMOS 2                                                                          | Exitoso       |
| 13/08/2005 | Soyuz-FG   | Fregat   | Galaxy 14                                                                       | Exitoso       |
| 09/11/2005 | Soyuz-FG   | Fregat   | Venus Express                                                                   | Exitoso       |
| 28/12/2005 | Soyuz-FG   | Fregat   | GIOVE-A                                                                         | Exitoso       |
| 19/10/2006 | Soyuz-2.1a | Fregat   | MetOp-A                                                                         | Exitoso       |
| 27/12/2006 | Soyuz-2.1b | Fregat   | CoRoT                                                                           | Exitoso       |
| 29/05/2007 | Soyuz-FG   | Fregat   | Globalstar x 4                                                                  | Exitoso       |
| 20/10/2007 | Soyuz-FG   | Fregat   | Globalstar x 4                                                                  | Exitoso       |
| 14/12/2007 | Soyuz-FG   | Fregat   | RADARSAT-2                                                                      | Exitoso       |
| 26/04/2008 | Soyuz-FG   | Fregat   | GIOVE-B                                                                         | Exitoso       |
| 17/09/2009 | Soyuz-2.1b | Fregat   | Meteor-M No.1 BLITS IRIS Sterkh-2SumbandilaSat UGATUSATUniversitetsky-Tatyana-2 | Exitoso       |
| 19/10/2010 | Soyuz-2.1a | Fregat-M | Globalstar-2 F1 (6 satélites)                                                   | Exitoso       |
| 13/07/2011 | Soyuz-2.1a | Fregat-M | Globalstar-2 F2 (6 satélites)                                                   | Exitoso       |
| 28/12/2011 | Soyuz-2.1a | Fregat-M | Globalstar-2 F3 (6 satélites)                                                   |               |
| 22/07/2012 | Soyuz-FG   | Fregat   | Kanopus-V №1 BelKA-2 Zond-PP TET-1 exactView 1                                  | Exitoso       |
| 17/09/2012 | Soyuz-2.1a | Fregat   | MetOp-B                                                                         | Exitoso       |
| 23/10/2012 | Soyuz-FG   | -        | Soyuz TMA-06M                                                                   | Exitoso       |
| 06/02/2013 | Soyuz-2.1a | Fregat-M | Globalstar-2 F4 (6 satélites)                                                   | Exitoso       |
| 19/04/2013 | Soyuz-2.1a | -        | Bion-M No.1 Aist-2 Beesat 2/3 Dove-2 OSSI-1 SOMP                                | Exitoso       |
| 25/06/2013 | Soyuz-2.1b | -.       | Resurs-P No.1                                                                   | Exitoso       |
| 08/07/2014 | Soyuz-2.1b | Fregat-M | Meteor-M No.2 AISSat-2 DX-1 Relek (MKA-FKI (PN2) SkySat-2 TechDemoSat-1 UKube-1 | Exitoso       |
| 18/07/2014 | Soyuz-2.1a | -        | Foton-M No.4                                                                    | Exitoso       |
| 29/10/2014 | Soyuz-2.1a | -        | Progress M-25M                                                                  | Exitoso       |
| 23/11/2014 | Soyuz-FG   | -        | Soyuz TMA-15M                                                                   | Exitoso       |
| 26/12/2014 | Soyuz-2.1b | -        | Resurs-P No.2                                                                   | Exitoso       |
| 28/04/2015 | Soyuz-2.1a | -        | Progress M-27 M                                                                 | Falla         |
| 21/12/2015 | Soyuz-2.1a | -        | Progress MS-01                                                                  | Exitoso       |
| 13/03/2016 | Soyuz-2.1b | -        | Resurs-P No.3                                                                   | Exitoso       |
| 31/03/2016 | Soyuz-2.1a | -        | Progress MS-02                                                                  | Exitoso       |
| 19/10/2016 | Soyuz-FG   | -        | Soyuz MS-02                                                                     | Exitoso       |
| 14/06/2017 | Soyuz-2.1a | -        | Progress MS-06                                                                  | Exitoso       |
| 14/07/2017 | Soyuz-2.1a | Fregat-M | Kanopus-V-IK varios CubeSat                                                     | Éxito Parcial |
| 14/10/2017 | Soyuz-2.1a | -        | Progress MS-07                                                                  | Exitoso       |
| 13/02/2018 | Soyuz-2.1a | -        | Progress MS-08                                                                  | Exitoso       |
| 09/07/2018 | Soyuz-2.1a | -        | Progress MS-09                                                                  | Exitoso       |
| 21/02/2019 | Soyuz-2.1b | Fregat-M | EgyptSat A                                                                      | Exitoso       |
| 04/04/2019 | Soyuz-2.1a | -        | Progress MS-11                                                                  | Exitoso       |
| 31/07/2019 | Soyuz-2.1a | -        | Progress MS-12                                                                  | Exitoso       |
| 22/08/2019 | Soyuz-2.1a | -        | Soyuz MS-14 (prueba de vuelo sin tripulación)                                   | Exitoso       |
| 06/12/2019 | Soyuz-2.1a | -        | Progress MS-13 / 74P                                                            | Exitoso       |
| 06/02/2020 | Soyuz-2.1b | Fregat-M | OneWeb-2 (34 satélites) (primer vuelo a Baikonur)                               | Exitoso       |
| 21/03/2020 | Soyuz-2.1b | Fregat-M | OneWeb-3 (34 satélites) (vuelo 2 a Baikonur)                                    | Exitoso       |
| 09/04/2020 | Soyuz-2.1a | -        | Soyuz MS-16                                                                     | Exitoso       |
| 25/04/2020 | Soyuz-2.1a | -        | Progress MS-14                                                                  | Exitoso       |
| 23/07/2020 | Soyuz-2.1a | -        | Progress MS-15                                                                  | Exitoso       |
| 14/10/2020 | Soyuz-2.1a | -        | Soyuz MS-17                                                                     | Exitoso       |
| 15/02/2021 | Soyuz-2.1a | -        | Progress MS-16                                                                  | Exitoso       |
| 28/02/2021 | Soyuz-2.1b | Fregat-M | Arktika-M No.1                                                                  | Exitoso       |
| 22/03/2021 | Soyuz-2.1a | Fregat-M | CAS500-1 un grupo de cargas útiles comerciales secundarias (+37 satélites)      | Exitoso       |
| 09/04/2021 | Soyuz-2.1a | -        | Soyuz MS-18                                                                     | Exitoso       |
| 29/06/2021 | Soyuz-2.1a | -        | Progress MS-17                                                                  | Exitoso       |
| 21/08/2021 | Soyuz-2.1b | Fregat   | OneWeb-9 (34 satélites) (vuelo 3 a Baikonur)                                    | Exitoso       |
| 14/09/2021 | Soyuz-2.1b | Fregat   | OneWeb-10 (34 satélites) (vuelo 4 a Baikonur)                                   | Exitoso       |
| 05/10/2021 | Soyuz-2.1a | -        | Soyuz MS-19                                                                     | Exitoso       |
| 28/10/2021 | Soyuz-2.1a | -        | Progress MS-18                                                                  | Exitoso       |
| 24/11/2021 | Soyuz-2.1b | -        | Prichal                                                                         | Exitoso       |
| 08/12/2021 | Soyuz-2.1a | -        | Soyuz MS-20                                                                     | Exitoso       |
| 27/12/2021 | Soyuz-2.1b | Fregat   | OneWeb (36 satélites) (vuelo 5 a Baikonur)                                      | Exitoso       |
| 15/02/2022 | Soyuz-2.1a | -        | Progress MS-19                                                                  | Exitoso       |
| 18/03/2022 | Soyuz-2.1a | -        | Soyuz MS-21                                                                     | Exitoso       |
| 03/06/2022 | Soyuz-2.1a | -        | Progress MS-20                                                                  | Exitoso       |
| 09/08/2022 | Soyuz-2.1b | Fregat-M | Khayyam 16 rideshares cubesats                                                  | Exitoso       |
| 21/09/2022 | Soyuz-2.1a | -        | Soyuz MS-22                                                                     | Exitoso       |
| 26/10/2022 | Soyuz-2.1a | -        | Progress MS-21                                                                  | Exitoso       |
| 09/02/2023 | Soyuz-2.1a | -        | Progress MS-22                                                                  | Exitoso       |
| 24/02/2023 | Soyuz-2.1a | -        | Soyuz MS-23                                                                     | Exitoso       |
| 24/05/2023 | Soyuz-2.1a | -        | Progress MS-23                                                                  | Exitoso       |
| 23/08/2023 | Soyuz-2.1a | -        | Progress MS-24                                                                  | Exitoso       |
| 15/09/2023 | Soyuz-2.1a | -        | Soyuz MS-24                                                                     | Exitoso       |
| 01/12/2023 | Soyuz-2.1a | -        | Progress MS-25                                                                  | Exitoso       |
| 16/12/2023 | Soyuz-2.1b | Fregat-M | Arktika-M No.2                                                                  | Exitoso       |
| 15/02/2024 | Soyuz-2.1a | -        | Progress MS-26                                                                  | Exitoso       |
| 23/03/2024 | Soyuz-2.1a | -        | Soyuz MS-25                                                                     | Exitoso       |
| 31/03/2024 | Soyuz-2.1b | -        | Resurs-P No.4                                                                   | Exitoso       |
| 30/05/2024 | Soyuz-2.1a | -        | Progress MS-27                                                                  | Exitoso       |
| 15/08/2024 | Soyuz-2.1a | -        | Progress MS-28                                                                  | Exitoso       |
| 11/09/2024 | Soyuz-2.1a | -        | Soyuz MS-26                                                                     | Exitoso       |
| 21/11/2024 | Soyuz-2.1a | -        | Progress MS-29                                                                  | Exitoso       |
| 25/12/2024 | Soyuz-2.1b | -        | Resurs-P No.5                                                                   | Exitoso       |
| 27/02/2025 | Soyuz-2.1a | -        | Progress MS-30                                                                  | Exitoso       |
| 08/04/2025 | Soyuz-2.1a | -        | Soyuz MS-27                                                                     | Exitoso       |
| 03/07/2025 | Soyuz-2.1a | -        | Progress MS-31                                                                  | Exitoso       |
| 20/08/2025 | Soyuz-2.1b | -        | Bion-M №2                                                                       | Exitoso       |